# SMS Bodrog

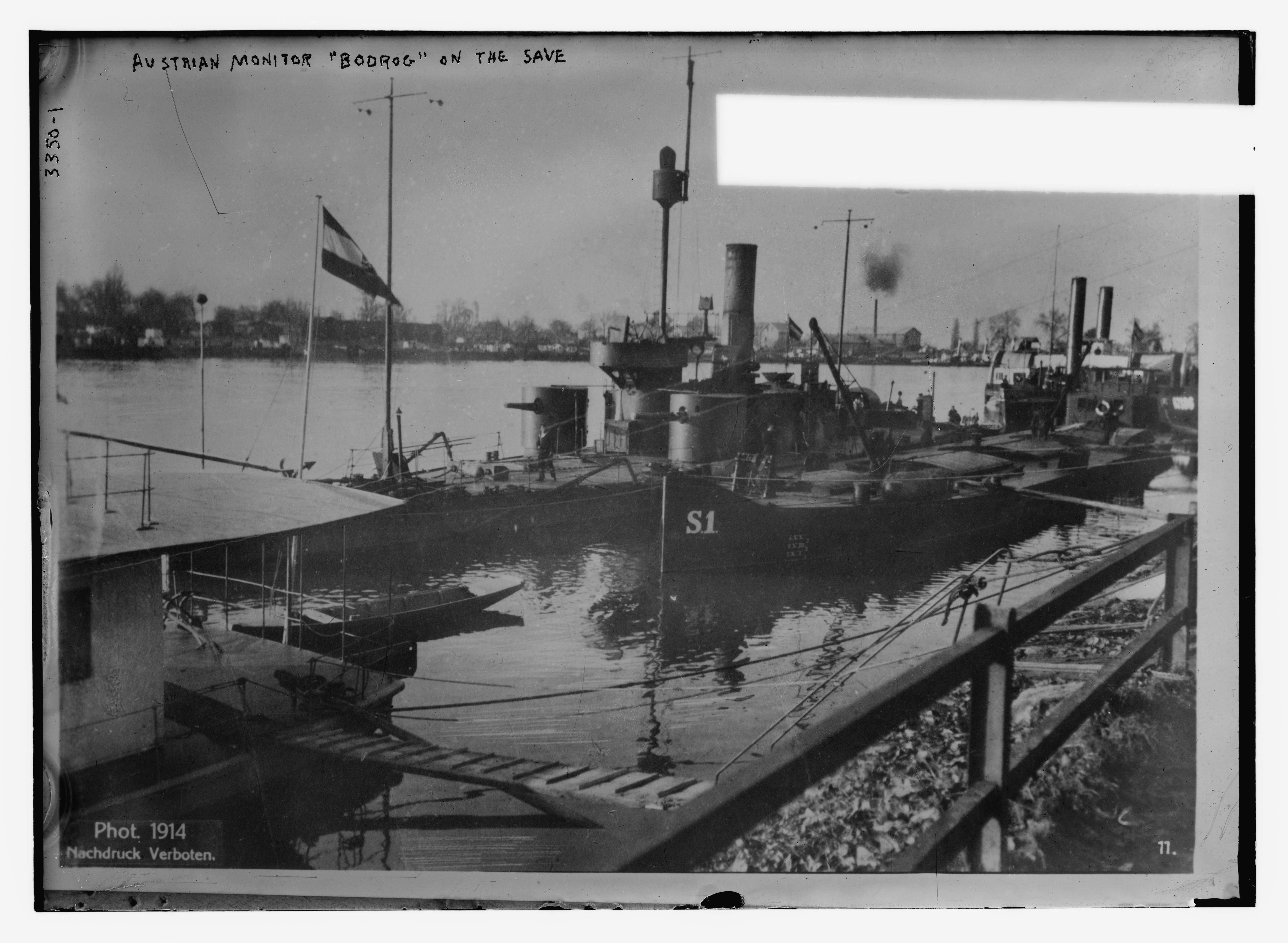
Річковий монітор «Бодрог» на ріці Сава

SMS Bodrog — це річковий монітор типу Temes, який був побудований для ВМС Австро-Угорщини. Він здійснив перші постріли Першої світової війни одразу після 1:00 29 липня 1914, коли він і два інших моніторів обстріляли сербські укріплення поблизу Белграда. Він входив до Дунайської флотилії та воював з сербською та румунською арміями від Белграда до гирла Дунаю. Як частина австро-угорських окупаційних сил монітор прибув 12 квітня 1918 року до Одеси, 15 червня перейшов до Миколаїва, а з 5 серпня став на стоянку у Херсоні. На завершальних етапах війни він був останнім монітором, який відступав до Будапешту, але його захопили серби, коли він псів на мілину на піщаному березі вниз від Белграда. Після війни його передали новоствореному Королівству сербів, хорватів і словенців (пізніше Югославія) та перейменували на «Саву». Він залишався на службі протягом усього міжвоєнного періоду, хоча фінансові обмеження часом позначалися на боєздатності корабля.
Під час вторгнення до Югославії у квітні 1941 року «Сава» служив у 1-шому дивізіоні моніторів. Разом зі іншим монітором «Вардар» протягом перших кількох днів вторгнення встановив міни на Дунаї біля румунського кордону. Два монітори відбили кілька нападів Люфтваффе, але були змушені відступити до Белграда, де його затопив екіпаж. Пізніше судно було підняте військово-морським флотом Незалежної держави Хорватія, і продовжував службу як монітор під тим же ім'ям до 8 вересня 1944 року, коли його знову затопив екіпаж, який потім втік до партизан.
Після Другої світової війни «Саву» підняли ще раз і відремонтували для служби у Військово-морському флоті з 1952 по 1962 рік. Потім використовувався для річкових перевезень та як плавучий причал У 2005 році уряд Сербії надав їй обмежений охоронний статус як історичної спадщини. Корабель був відновлений як плавучий музей на початку 2019 року.